# Pavone Canavese
Pavone Canavese là một đô thị ở tỉnh Torino trong vùng Piedmont, có vị trí cách khoảng 45 km về phía đông bắc của Torino, nước Ý. Tại thời điểm ngày 31 tháng 12 năm 2004, đô thị này có dân số 3.812 người và diện tích là 11,1 km².
Pavone Canavese giáp các đô thị: Ivrea, Banchette, Samone, Colleretto Giacosa, Romano Canavese, Perosa Canavese, San Martino Canavese.